# Western redcedar

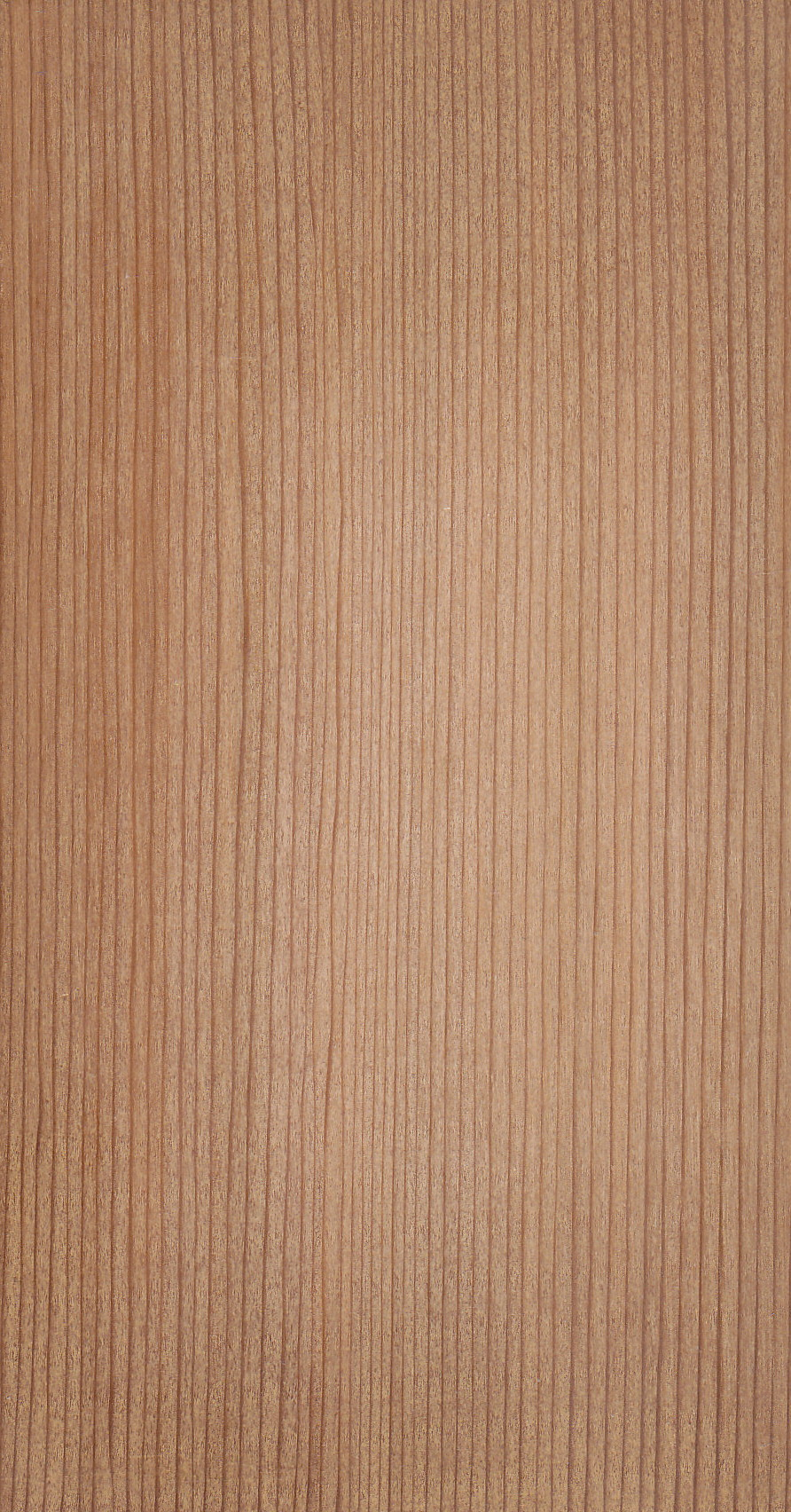
Western redcedar

Western redcedar is een (tamelijk) duurzame, maar zachte houtsoort. De bekendste toepassing is voor gevelbekleding; hiertoe wordt in Nederland kwalitatief hoogwaardig hout van eeuwenoude bomen (old growth) uit vooral Brits Columbia geimporteerd. Naast gevelbekleding is het ook voor allerlei andere doelen geschikt, tenminste waar de zachtheid geen probleem is: het raakt makkelijk beschadigd. De kleur van het hout is na een tijdje geelbruin tot roodbruin, met duidelijk laathout.
Western redcedar is makkelijk te bewerken met scherp gereedschap, al moet altijd rekening worden gehouden met hoe zacht het is. Het houtstof kan allergie en andere aandoeningen veroorzaken, dus goede afzuiging is aan te raden. Bij gebruik als gevelbekleding dient roestvast of aluminium bevestigingsmateriaal gebruikt te worden omdat het hout met ijzer (en messing) reageert en ontsierende vlekken geeft. Nagels mogen niet te diep ingeslagen te worden: de kop hoort op het hout te blijven liggen (mag niet verzonken worden). Bij gebruik buiten kleurt western redcedar na verloop van de tijd naar lichtgrijs, tenzij het tijdig een behandeling krijgt.
Dit naaldhout wordt geleverd door Thuja plicata. De naam wordt ook vaak geschreven als western red cedar; de USDA staat de schrijfwijze voor waarbij red en cedar aan elkaar geschreven worden, dit in de hoop de indruk te vermijden dat het om een soort ceder/cedar (Cedrus) gaat. Toch is het niet verwant met eastern redcedar, dat afkomstig is van Juniperus virginiana.
In de gebieden van herkomst was een karakteristieke toepassing die voor totempalen: de boomsoort levert grote stammen met zacht hout, ideaal als startmateriaal. De bekende, grote totempalen werden pas gemaakt na de import van stalen gereedschap. Ook grote kano's die plaats bieden tot tientallen personen werden van dit hout gemaakt (uit één stuk). Het heet plaatselijk dan ook wel canoe cedar.

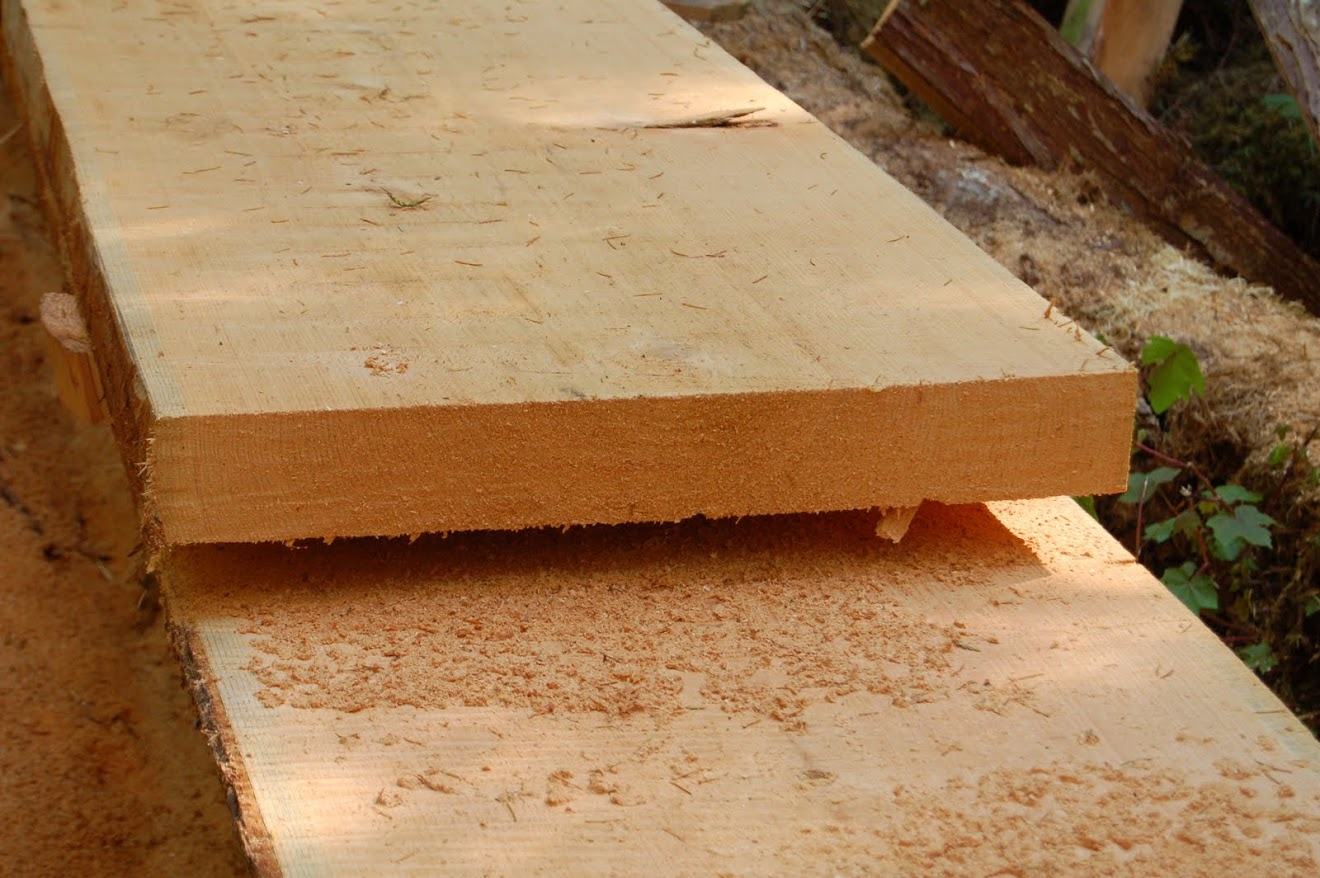
Plank
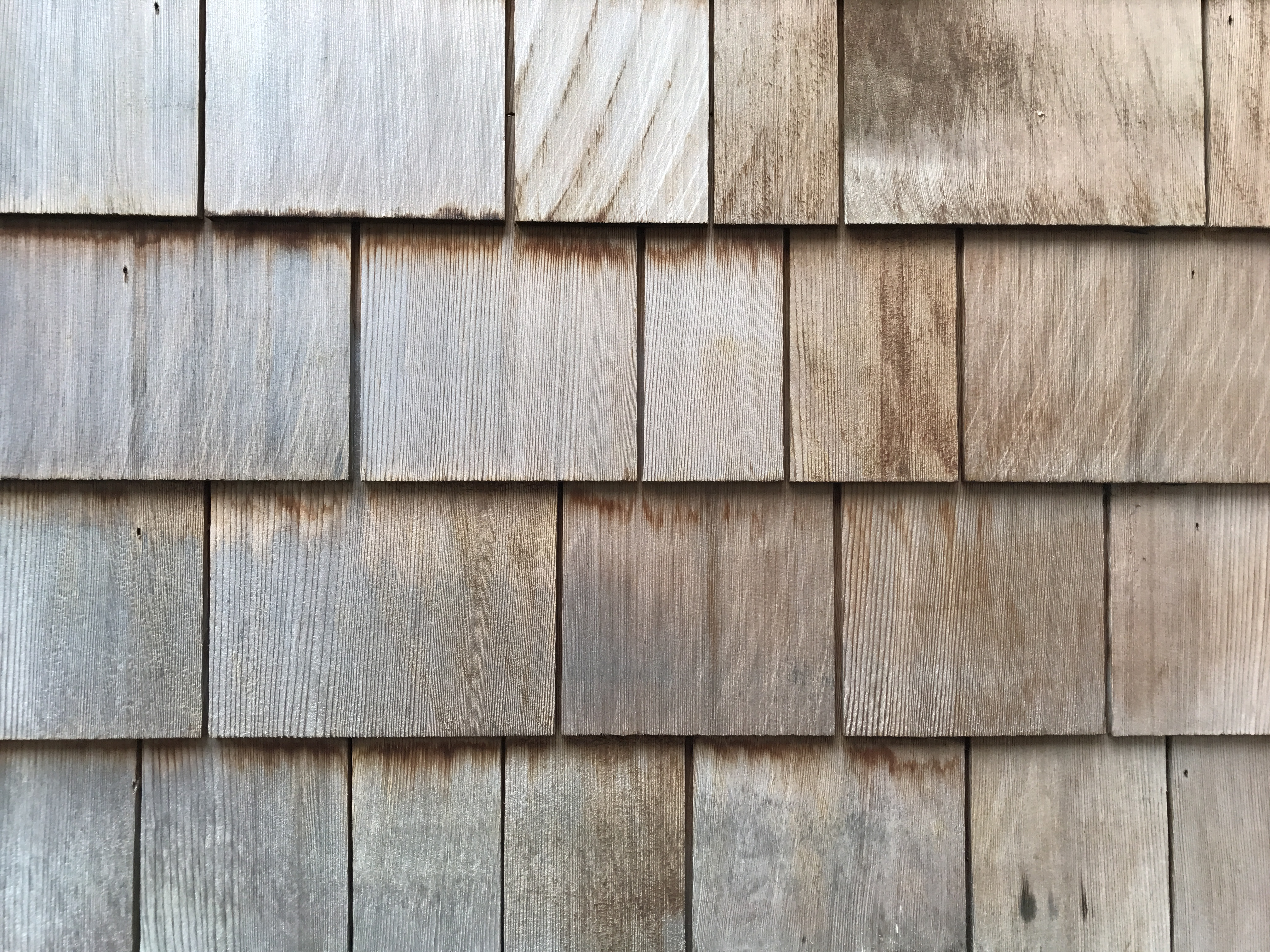
Verkleurd hout, buiten
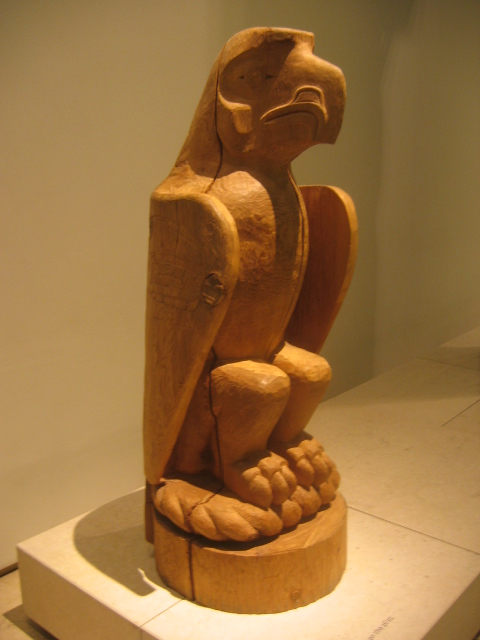
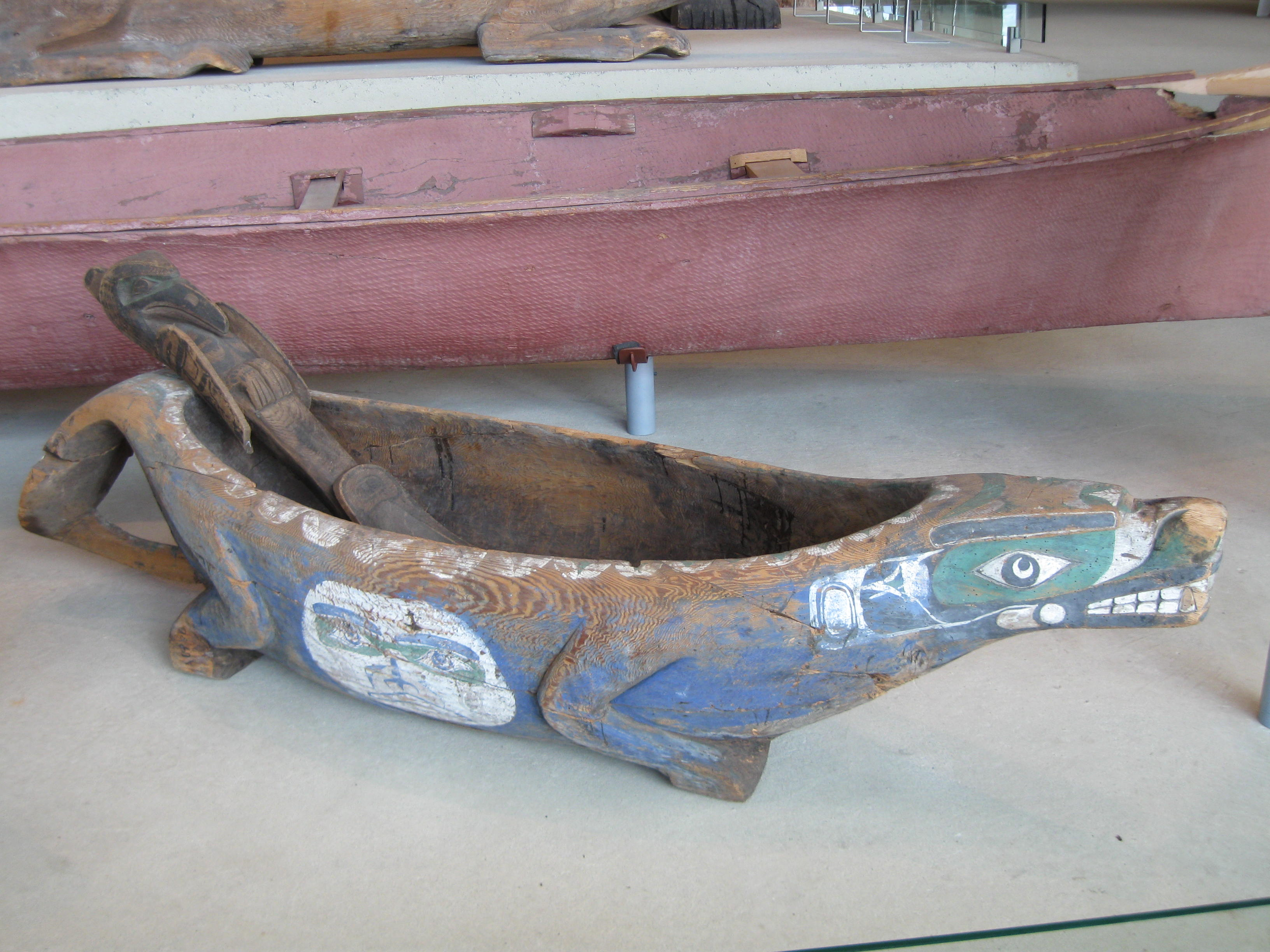